# Millardia meltada
Millardia meltada es una especie de roedor de la familia Muridae.

## Distribución geográfica
Se encuentra en Bangladés, India, Nepal y Sri Lanka.